# 나주천
나주천(羅州川)은 전라남도 나주시 삼도동에서 시작하여 나주시 영산강에 합류하는 총 길이 5.3km의 하천이다.